# Lijst van parasitaire rondwormen bij de mens
Dit is een overzicht van parasitaire rondwormen, die bij mensen kunnen voorkomen.
| Nederlandse naam van aandoening of die van rondworm | Latijnse naam (gesorteerd)                                                         | Aangetaste lichaamsdelen                                                              | Monstername voor diagnose                                     | Voorkomen                                                                                  | Wijze van infectie/Vector |
| --------------------------------------------------- | ---------------------------------------------------------------------------------- | ------------------------------------------------------------------------------------- | ------------------------------------------------------------- | ------------------------------------------------------------------------------------------ | --- |
| Ancylostomiasis/Mijnworm                            | Ancylostoma duodenale, Necator americanus                                          | longen, dunne darm, bloed                                                             | ontlasting                                                    | algemeen in tropische, warme, vochtige klimaten                                            | penetratie van de huid door de L3-larve |
| Angiostrongyliasis                                  | Angiostrongylus                                                                    | bij de mens darmen, hart en vaatstelsel bij honden door Angiostrongylus vasorum       | ontlasting                                                    | Europa                                                                                     | inname van besmette ontlasting of besmette slakken                                                                                              |
| Anisakiasis                                         | Anisakis simplex                                                                   | darmen                                                                                | biopsie                                                       | incidentele gastheer                                                                       | inname van rauwe vis, zoals haring, pijlinktvis, zeekat (inktvis), octopus-soorten                                                              |
| Rondworm – Parasitische longontsteking              | Ascaris sp. Ascaris lumbricoides                                                   | darmen, lever, wormvormig aanhangsel, pancreas, longen, Löffler's syndroom            | ontlasting                                                    | algemeen in tropische en subtropische gebieden                                             | |
| Rondworm – Baylisascariasis                         | Baylisascaris procyonis                                                            | darmen, lever, longen, hersenen, oog                                                  |                                                               | zeldzaam: Noord-Amerika                                                                    | ontlasting van gewone wasbeer |
| Rondworm-lymfatische filariasis                     | Brugia malayi, Brugia timori                                                       | lymfeklieren                                                                          | bloedmonsters                                                 | tropische gebieden in Azië                                                                 | geleedpotigen |
| Dioctophyme renalis infectie                        | Dioctophyme renale                                                                 | nieren (typisch de rechter nier)                                                      | urine                                                         | zeldzaam                                                                                   | inname van onvoldoende verhitte of rauwe zoetwatervis                                                                                           |
| Guineawormziekte – Dracunculiasis                   | Dracunculus medinensis                                                             | onderhuids weefsel, spieren                                                           | blaren/Zweer (dermatologie)                                   | Zuid-Soedan (uitroeiing is bezig)                                                          | |
| Enterobius – Enterobiasis                           | Enterobius vermicularis, Enterobius gregorii                                       | darmen, anus                                                                          | ontlasting; plakbandproef rond de anus                        | algemeen voorkomend in gebieden met een gematigd klimaat                                   | |
| Gnathostomiasis                                     | Gnathostoma spinigerum, Gnathostoma hispidum                                       | onderhuids weefsel                                                                    | lichamelijk onderzoek                                         | zeldzaam – Zuidoost-Aszië                                                                  | inname van rauw of onvoldoend verhit vlees (zoetwatervis, kippenvlees, slakken, kikkers, varkens of besmet water)                               |
| Halicephalobiasis                                   | Halicephalobus gingivalis                                                          | hersenen                                                                              |                                                               |                                                                                            | met grond verontreinigde wonden |
| Loiasis, Calabarzwellingen                          | Loa loa filaria                                                                    | bindweefsel, longen, oog                                                              | bloed (Giemsa-, haematoxyline-, eosine-kleuring)              | regenwoud van West-Afrika – 12–13 miljoen mensen                                           | Tabanidae – dazen, steken overdag |
| Mansonelliasis, filariasis                          | Mansonella streptocerca                                                            | onderhuids weefsel of huid                                                            |                                                               | Afrika, India en Zuidoost-Azië                                                             | insect |
| Rivierblindheid, onchocerciasis                     | Onchocerca volvulus                                                                | huid, oog, weefsel                                                                    | stukje huid zonder bloed                                      | Afrika, Jemen, Centraal en Zuid-Amerika in de nabijheid van koele, snel stromende rivieren | Simulium/Kriebelmuggen, steken gedurende de dag                                                                                                 |
| Strongyloïdiasis – Teniasis                         | Strongyloides stercoralis                                                          | darmen, longen, huid                                                                  | ontlasting, bloed                                             |                                                                                            | huidpenetratie |
| Thelaziasis                                         | Thelazia californiensis, Thelazia callipaeda                                       | ogen                                                                                  | oculaironderzoek                                              | Azië, Europa                                                                               | Amiota (Phortica) variegata, Phortica okadai |
| Toxocariasis                                        | Toxocara canis, Toxocara cati, Toxascaris leonina                                  | lever, hersenen, ogen (Toxocara canis – visceral larva migrans, ocular larva migrans) | bloed, oculaironderzoek                                       | wereldwijde verspreiding                                                                   | pica, ongewassen voedsel besmet met Toxocara eieren, onvoldoende verhitte lever of kippenvlees                                                  |
| Trichinose                                          | Trichinella spiralis, Trichinella britovi, Trichinella nelsoni, Trichinella nativa | spieren, gebied rond de oogkas, dunne darm                                            | bloed                                                         | meer algemeen in ontwikkelingslanden door verbeterde voedingsmethoden in die landen        | eten van onvoldoend verhit varkensvlees |
| Zweepworm                                           | Trichuris trichiura, Trichuris vulpis                                              | dikke darm, anus                                                                      | ontlasting (eieren)                                           | algemeen, wereldwijde verspreiding                                                         | toevallige inname van eieren in droog voedsel zoals bonen, rijst en verschillende granen of door met menselijke ontlasting verontreinigde grond |
| Elefantiase – Lymfatische filariasis                | Wuchereria bancrofti, Brugia malayi en Brugia timori                               | lymfevatenstelsel                                                                     | Giemsa-gekleurd bloeduitstrijkje en een dikkedruppelpreparaat | tropische en subtropische gebieden                                                         | muggenbeet, 's nachts |